# Sukuta (ort i Central River)
Sukuta är en ort i Gambia. Den ligger i regionen Central River, i den östra delen av landet, 180 km öster om huvudstaden Banjul. Antalet invånare var 1 778 vid folkräkningen 2013.